# Setge de Càndia
El setge de Càndia (960-961) fou l'episodi principal de la campanya de l'Imperi Romà d'Orient per recuperar l'illa de Creta, que portava des de la dècada del 820 en mans d'àrabs musulmans. La campanya seguí una sèrie d'intents fallits d'arrabassar l'illa als musulmans des del 827, pocs anys després de la conquesta inicial de l'illa pels àrabs, i estava encapçalada pel futur emperador Nicèfor Focas. S'allargà des de la tardor del 960 fins a la primavera del 961, quan caigué Càndia (actual Iràklio), la principal fortalesa musulmana i capital de l'Emirat de Creta. La reconquesta de Creta fou un gran èxit per als romans, car tornà a situar el litoral del mar Egeu sota el seu domini i conjurà el perill que representaven els pirates sarraïns, que havien fet servir Creta com a base operativa. Focas fou recompensat amb un triomf a la seva tornada a Constantinoble.